# Gmina Doboj Istok
Gmina Doboj Istok (bośn. Općina Doboj Istok) – gmina w Bośni i Hercegowinie, w kantonie tuzlańskim. W 2013 roku liczyła 10 248 mieszkańców.